# Viidaleppia quadrifulta
Viidaleppia quadrifulta är en fjärilsart som beskrevs av Louis Beethoven Prout 1938. Viidaleppia quadrifulta ingår i släktet Viidaleppia och familjen mätare. Inga underarter finns listade i Catalogue of Life.